# 芳野日向子
芳野 日向子（よしの ひなこ、1966年8月17日 - ）は、日本の元女性声優。東京都板橋区出身。本名・旧芸名は金丸 日向子（かなまる ひなこ）。

## 略歴
高校卒業後フリーターの生活を送っていたが、自分の声にコンプレックスを持っていたため、「短所を長所にしてやろう」と思い、養成所を紹介する雑誌に大きく載っていた青二塾に興味を持ち、東京校の6期生となる。1986年に同期の鈴木砂織、丸尾知子とともに声優ユニットQP'S（キューピーズ）を結成。VAPからシングルレコードが1枚発売されている。
1987年10月に『ビックリマン』の十字架天使役でアニメ声優デビューする。初めてのレギュラー出演だった同役には相当の思い入れがあったようで、なおかつ同じスタッフで1年半続き、番組終了時には学校を卒業したみたいで「こんな私を育てていただいて」という感じだったという。また、「スタッフから第1話からあまり成長していないんじゃないの？」と言われたと苦笑している。本人も「十字架天使は少女から女になったけど、私は一緒に成長できず置いていかれました。それが心残りです」とコメントしている。
十字架天使を演じていた頃、小さな子供からの鉛筆書きでひらがなのファンレターが送られてきて、自分も鉛筆書きの手紙の返事を出したら、その子供の母親から「子供が自分宛ての郵便物が初めて来たと言って喜んでいます」という返事をもらい、すごく嬉しかったと語っている。
2003年1月1日付で芸名を金丸 日向子から芳野 日向子に改名。
2008年12月まで青二プロダクションに所属していた。

## 人物・特色
声優としては、「超音波ボイス」の先駆者の一人だった。
特技はピアノ、水泳、ゴルフ、スキー。

## 後任
芳野の声優業引退後、持ち役を継いだ声優は以下の通り。
- 古原奈々 - 『太鼓の達人』シリーズ：どん子

## 出演
太字はメインキャラクター。

### テレビアニメ
1987年
- ドリモグだァ!!（スーリン）
- ビックリマン（1987年 - 1989年、十字架天使/ クロスエンジェル / アローエンジェル / ストライクエンジェル）

1988年
- キテレツ大百科（1988年 - 1992年、猫1、子ライオン、女の子A、夏代、ろくろ、女の子、犬、子供A、夢子、三吉、片桐麻衣、晴美、ルミ、トンコ）
- ハロー!レディリン（マチルダ）
- ひみつのアッコちゃん（第2期）（マサコ）
- ポンキッキ めいさくわーるど
  - ロバの王子（姫）
  - クリスマスキャロル（天使③）

1989年
- 新ビックリマン（1989年 - 1990年、ナーディ、こげ面公、十字架天使）
- 戦え!超ロボット生命体 トランスフォーマーV（ピーポー）

1990年
- コボちゃんスペシャル 秋がいっぱい!!（ヒロ子）
- チンプイ（三久美）
- まじかる☆タルるートくん（1990年 - 1992年、玉みえ）
- 魔法使いサリー（1989年版）（1990年 - 1991年、キャル、ボギー、ゴリちゃん）
- もーれつア太郎（たく坊、子供B）
- YAWARA!（女性たち、女学生B）

1991年
- おにいさまへ…（女生徒A）
- きんぎょ注意報!（ウシ代）
- コボちゃんスペシャル 夢いっぱい!!（ヒロ子）
- ちいさなおばけアッチ・コッチ・ソッチ（ココちゃん）
- ハイスクールミステリー学園七不思議（後藤のりこ）

1992年
- ウルトラマンキッズ 母をたずねて3000万光年（ヤンピー）
- 風の中の少女 金髪のジェニー（ヒラリー）
- 元気爆発ガンバルガー（女の子）
- コボちゃん（谷沢ヒロコ）
- 少年アシベ2（北尾ミオ）
- スーパービックリマン（クィーンマジェスティ）
- まぼろしまぼちゃん（トリ子）

1993年
- ツヨシしっかりしなさい（新婦、スケバンB）
- 美少女戦士セーラームーンR（1993年 - 1994年、ビピエーロ、カラクリ子、ガリガリ） - 2シリーズ

1994年
- 機動武闘伝Gガンダム（ソフィア）

1995年
- ママはぽよぽよザウルスがお好き（国立れいら）
- ヤンボウ ニンボウ トンボウ（メイ）

1996年
- 赤ちゃんと僕（槍溝愛）

1998年
- カードキャプターさくら（黒川恵子）

1999年
- キョロちゃん（1999年 - 2001年、マスカーラ、パチクリのおばあさん、ツーちゃん、がんも）

2000年
- うちゅう人 田中太郎（タカシの母）

2001年
- スクライド（劉桂華）

2002年
- レッチュ ゲッチュ サルゲッチュ（バナナちゃん）
- ロックマンエグゼ（2002年 - 2006年、綾小路やいと） - 5シリーズ

2005年
- クレイアニメ 太鼓の達人（どん子、ピヨピンク、猫、わたがし〈青〉、ちょうちん〈黄〉）

### 劇場アニメ
- ビックリマン 第一次聖魔大戦（1988年、十字架天使[15]）
- ビックリマン 無縁ゾーンの秘宝（1988年、肥助）
- Pink みずドロボウあめドロボウ（1990年、レッド）
- まじかる☆タルるートくん 燃えろ!友情の魔法大戦（1991年、玉みえ）
- まじかる☆タルるートくん すき・すき♡タコ焼きっ!（1992年、玉みえ）
- Dr.スランプ アラレちゃん んちゃ!ペンギン村はハレのち晴れ（1993年、皿田きのこ[16]）
- 三国志 完結編・遥かなる大地（1994年、少年）
- 劇場版 サルゲッチュ 黄金のピポヘル・ウッキーバトル（2002年、バナナちゃん）

### OVA
- ぷッつんメイクLOVE（1987年、女生徒E）
- 湘南爆走族（1988年、少女1）
- B・B（1990年、アナウンス）
- 心をはぐくむ名作アニメシリーズ1 金の斧・銀の斧（1993年、リス）
- ふしぎ森の仲間たち（1994年、わんぱく仲間たち[1]）
- アイドルプロジェクト（1995年、ぱるぷ・蘭々）
- 聖羅ヴィクトリー（1995年、志村まみ、アンドロイドまみ）
- 卒業 〜Graduation〜（1995年、志村まみ）
- Lesson XX（1995年、前川）
- 結婚 〜Marriage〜（1996年、志村まみ）

### ゲーム
- 太鼓の達人シリーズ（どん子〈初代〉）
- 悠久幻想曲シリーズ（ローラ・ニューフィールド）

1988年
- ビックリマン大事界（十字架天使）

1991年
- クイズアベニューII

1992年
- ダウンタウン熱血行進曲 それゆけ大運動会（藍原静）

1993年
- Aランクサンダー 誕生編（得乱めぐる）
- セガソニック・ザ・ヘッジホッグ（レイ・ザ・フライングスクイレル）
- 卒業 〜Graduation〜（志村まみ）

1994年
- うる星やつら 〜ディア マイ フレンズ〜（サーラ）
- CAL III 〜完結編〜（チェスママ）
- クイズアベニューIII（ミュウ）
- 卒業 〜Graduation〜 FINAL（志村まみ）

1995年
- アイドルプロジェクト（ぱるぷ・蘭々）
- 卒業クロスワールド（志村まみ）

1996年
- ヴァージン・ドリーム（鴻池さゆり）

1997年
- スーパーリアル麻雀P7（豊原エツ子）
- 卒業Vacation（志村まみ）
- ドラゴンナイト4（ロザリンド）
- マリカ 〜真実の世界〜（拝島恵子）

1998年
- 対戦麻雀ファイナルロマンス4（高嶺モモ、夕凪スミレ）
- ツインビーRPG（ラピス）
- 天仙娘々 〜劇場版〜（麻李鈴）

2000年
- あにまる・まぐねてぃずむ ぽちのだいすき（シュガー）
- リビング・ブックス おばあちゃんとぼくと（Just Grandma and Me）

2001年
- シェンムーII

2003年
- ロックマンエグゼ トランスミッション（綾小路やいと）

2005年
- 卒業 Next Graduation（2005年 - 2006年、志村まみ） - 2作品

### ドラマCD・カセット
- アイドルプロジェクト クライム♥プランニング（ぱるぷ・蘭々）
- アップルシード 近未来的音楽学習専科（ヒトミ）
- カセットブック ガンヘッド（イレヴン）
- カセットブック 銀河戦国群雄伝ライ（蘭々）
- コロちゃんパック ビックリマン（十字架天使）※カセット
- CDシアター ドラゴンクエストV（ベラ）
- 「少コミ」フラワードラマCD WILD☆ACT（シナモン）
- スクライド サウンドエディション（劉桂華）
- 卒業&卒業II 卒業ガールズ全員集合!（志村まみ）
- ツインビーPARADISE2（ラピス）
- ブラックロッド CDシネマ（パッティ）
- 悠久幻想曲シリーズ ドラマCD（ローラ・ニューフィールド）
- レヴァリアース コミックCD（レム）

### キャラクターソング（ユニット参加曲を含む）
- アイドルプロジェクト（ぱるぷ・蘭々）
  - 愛だ!?正義だ!?ぱるぷりん
  - IMITATION PAZZLE
  - オ・ン・ナの果実
  - カ・ン・セ・ツ♥キッス
  - 君のハートを狙いうち
  - 恋のワナ 〜Trap of love
  - Don't Stop! -ス・テ・キにめぐり会いたい-
  - 人魚のため息
- キョロちゃん（マスカーラ）
  - エンゼルアイランド・CMソング
- コボちゃん（ヒロコ）
  - ハートにちゅう♥
- 聖羅ヴィクトリー（志村まみ）
  - In The Groove 〜ハデに行こう!!〜
  - 聖羅V 〜花吹雪の乱〜
- 卒業 〜Graduation〜（志村まみ）
  - 季節のフォトグラフ
  - 午後のDrippy Heart
  - 清華の乙女
  - 卒業 〜Graduation〜
  - 卒業攻略法
  - 卒業旅行
  - ときめきバリエーション
  - ハッピー・アイスクリーム
  - 花の女子高 5vs1
- 卒業番外篇 ねぇ麻雀しよ!（志村まみ）
  - 麻雀数え歌
- ビックリマン（十字架天使、ストライクエンジェル）
  - 恋はLucky Raki Raki（ストライクエンジェルのテーマ）
  - ディン ドン ディン
  - ビックリマン音頭
- 悠久幻想曲（ローラ・ニューフィールド）
  - 友達といるときは

### イメージ・アルバム
- すぎ恵美子 DOKI2 WAKU2 Sound Station
  - KISS MAGIC

### 歌唱レコード
- なんだって?[注 4]
- 照れたりしないDE[注 5]

### テレビドラマ
- 六本木ダンディーおみやさん（1987年、テレビ朝日）

### 映像商品
- 〜悠久幻想曲キャラクタービデオ〜 悠久Graffiti（1998年）[17]
- 悠久ファイナルコンサート 〜真夏の卒業式〜（2000年）

### 吹き替え
- フルハウス（ニッキー&アレックス〈初代〉）
- プラクティカル・マジック

### CM
- イトーキ学習机（クロスエンジェル）
- 講談社 たのしい幼稚園（ナレーション[1]）
- ジャスコ（ナレーション[1]）
- 卒業シリーズ（志村まみ）
  - ジャパンホームビデオ 卒業 〜Graduation〜
  - ケイエスエス 卒業番外篇 〜ねぇ麻雀しよ!〜
- タカラ ミキちゃんマキちゃん とびだすおうち
- タカラ リカちゃんくるくるショップ おやつはなあに?
- トクホン内服液[18] ※ラジオCM
- ナショナル住宅産業 サンビレッジ〈住みタイ篇〉[19]
- バンダイ ゲーム電卓 ぷよぷよ
- 丸美屋 ビックリマンふりかけ、カレー（十字架天使）

### テレホンサービス
- ビックリマンエキサイティングテレフォン（十字架天使）
- リカちゃん電話（ミキちゃん、マキちゃん）

### その他
- あいうえお（きらり）
- おしゃれ探偵Do（レポーター）[7]
- こどもちゃれんじ（らむりん〈2代目〉）
- サンリオピューロランド（エミィ）
- たのしい算数（ミジメット）
- とんねるずのみなさんのおかげです（GOKANOHナレーター）
- 土居まさるの元気通信（レポーター）[7]
- ドリフのクリスマスプレゼント（声の出演）[要出典]
- 〈ピアノが語る愛の物語〉いつか王子様が（声の出演）
- 星の子クーモン（クーミン）